# Гераклит
Геракли́т Эфе́сский (др.-греч. Ἡράκλειτος ὁ Ἐφέσιος; около 544 до н. э., Эфес — около 483 до н. э., Эфес) — древнегреческий философ, создатель первой исторической или первоначальной формы диалектики.
Гераклит был известен как Мрачный или Тёмный (у Аристотеля — др.-греч. ὁ σκοτεινός λεγόμενος Ἡράκλειτος) за непонятный, образный смысл своих писаний, и его философская система контрастировала с идеями Демокрита, на что обратили внимание последующие поколения.
Единственное его сочинение, от которого сохранилось только несколько десятков фрагментов-цитат, — книга «О природе», по мнению Диогена Лаэртского состоявшая из трёх частей («О природе», «О государстве», «О Боге»).
Ему приписывается авторство известной фразы «Всё течёт, всё меняется» (др.-греч. Πάντα ῥεῖ καὶ οὐδὲν μένει, лат. Omnia fluunt, omnia mutantur).

## Биография
Достоверных сведений о жизни Гераклита сохранилось немного. Он родился и жил в малоазийском городе Эфесе, его акме приходится на 69 олимпиаду (504—501 гг. до н. э.), из этого можно приблизительно вывести дату его рождения (около 540 г. до н. э.) По некоторым данным, принадлежал к роду басилевсов (царей-жрецов с чисто номинальной властью во времена Гераклита), потомков Андрокла, однако добровольно отказался от привилегий, связанных с происхождением, в пользу своего брата.
Диоген Лаэртский сообщает, что Гераклит, «возненавидев людей, удалился и стал жить в горах, кормясь быльём и травами». Он же пишет, что к философу в его добровольном изгнании явился ученик Парменида Мелисс и «представил Гераклита эфесцам, которые не хотели его знать».
Биографы подчёркивают, что Гераклит «не был ничьим слушателем». Он, по-видимому, был знаком с воззрениями философов Милетской школы, Пифагора, Ксенофана. Непосредственных учеников у него также, скорее всего, не было, однако его интеллектуальное влияние на последующие поколения античных мыслителей значительно. С сочинением Гераклита были знакомы Сократ, Платон и Аристотель, его последователь Кратил стал героем одноимённого платоновского диалога.
Мрачные и противоречивые легенды об обстоятельствах смерти Гераклита («велел обмазать себя навозом и, лёжа так, умер», «сделался добычей собак») некоторые исследователи интерпретируют как свидетельства о том, что философ был погребён по зороастрийским обычаям. Следы зороастрийского влияния обнаруживаются и в некоторых фрагментах Гераклита.
Император Марк Аврелий в своих мемуарах пишет, что Гераклит умер от водянки, а навозом обмазался в качестве средства от болезни.
Гераклит является одним из основоположников диалектики.

## Учение Гераклита

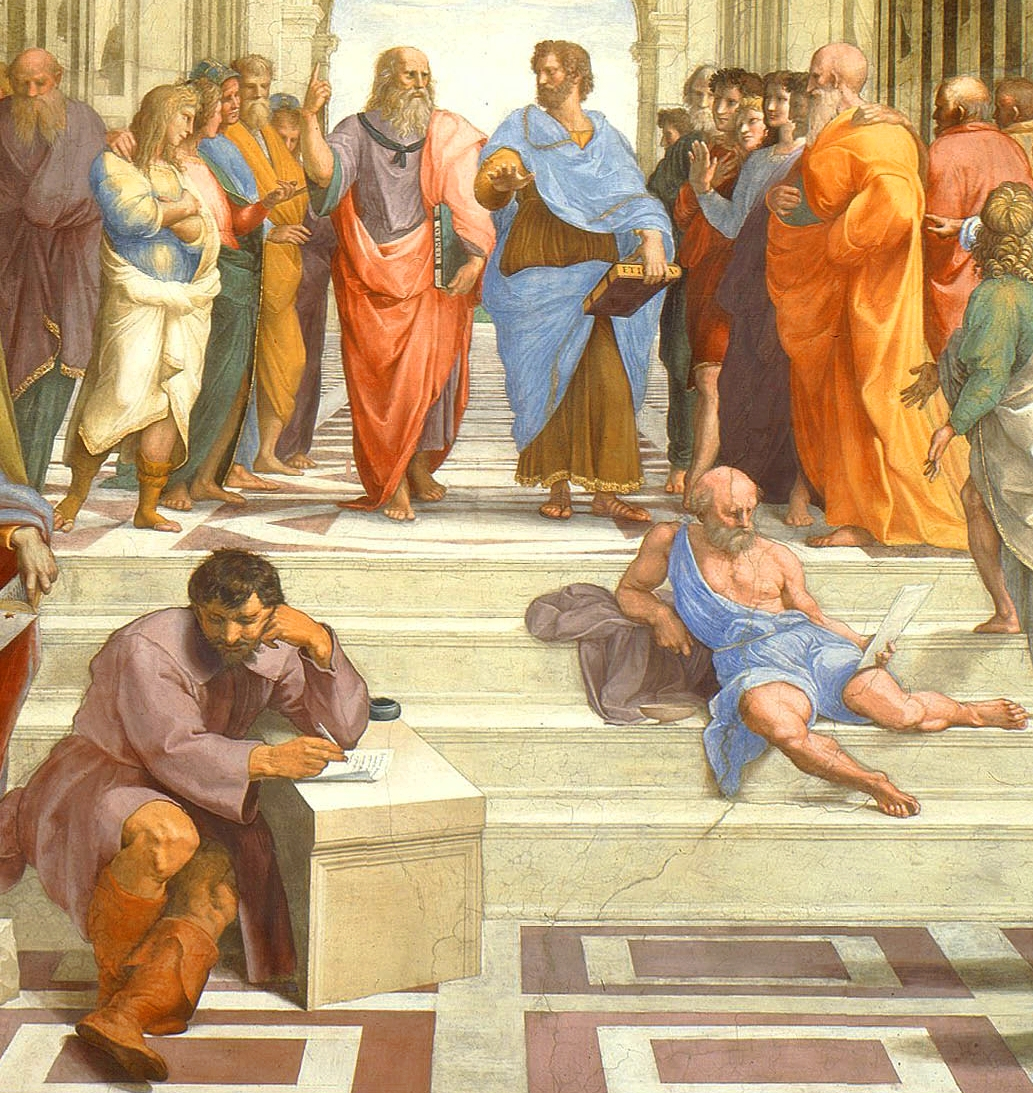
Гераклит (внизу слева) на фреске Рафаэля «Афинская школа» (1511)

Начиная с античности, в первую очередь благодаря свидетельствам Аристотеля, Гераклит известен пятью доктринами, наиболее важными для общей интерпретации его учения:
1. Огонь есть начало (др.-греч. ἀρχή) или первоначальная материальная причина мира[7].
2. Существуют периодические эпизоды мирового пожара (др.-греч. ἐκπύρωσις), во время которых космос уничтожается, чтобы возродиться снова[8].
3. Всё есть поток (т. н. Доктрина или Теория потока)[9].
4. Тождество противоположностей[10], стремление к переходу из одной противоположности в другую.
5. Нарушение закона противоречия[11]. Данная доктрина является скорее следствием из (3) и (4), чем самостоятельным положением учения Гераклита.

Современные интерпретации зачастую строятся на признании несостоятельными частично или полностью всех этих положений у Гераклита и характеризуются опровержением каждой из этих доктрин. В частности, Ф. Шлейермахер отвергал (1) и (2); Гегель — (2); J. Burnet — (2), (4), (5); K. Reinhardt, J. Kirk и M. Marcovich отвергают состоятельность всех пяти.
В целом же учение Гераклита можно свести к следующим ключевым позициям, с которыми согласно большинство исследователей:
- Люди стараются постичь подлежащую связь вещей: это выражено в Логосе как формуле или элементе упорядочивания, установления общего для всех вещей (фр. 1, 2, 50 DK).

Гераклит говорит о себе как о том, кто имеет доступ к важнейшей истине об устройстве мира, частью которого является человек, знает, как эту истину установить. Главная способность человека — распознать истину, которая есть «общее». Логос — критерий истины, конечный пункт метода упорядочения вещей. Технический смысл слова — «речь», «отношение», «расчёт», «пропорция». Логос вероятно полагался Гераклитом как актуальный компонент вещей, и во многих отношениях соотнесённый с первичным космическим компонентом, огнём.
- Различные виды доказательств сущностного единства противоположностей (фр. 61, 111, 88; 57; 103, 48, 126, 99);

Гераклит устанавливает 4 различных вида связи между очевидными противоположностями:

а) те же самые вещи производят противоположный эффект 
«Море — вода чистейшая и грязнейшая: рыбам — питьевая и спасительная, людям — негодная для питья и губительная» (61 DK)
«Свиньи грязью наслаждаются больше, чем чистой водой» (13 DK)
«Прекраснейшая из обезьян безобразна в сравнении с другим родом» (79 DK)
б) различные аспекты тех же самых вещей могут находить противоположные описания (письмо — линейно и округло).

в) хорошие и желательные вещи, такие как здоровье или отдых, выглядят возможными только если мы распознаем их противоположность: 
«Болезнь делает приятным и благим здоровье, голод — сытость, усталость — отдых» (111 DK)
г) некоторые противоположности сущностно связаны (буквально «быть тем же самым»), поскольку они следуют друг за другом, преследуются друг другом и ничем кроме самих себя. Так горячее-холодное — это горяче-холодный континуум, у этих противоположностей одна сущность, одно общее для всей пары — температура. Также пара день-ночь — общим для включённых в неё противоположностей будет темпоральное значение «сутки».
Все эти типы противоположностей можно свести к двум большим группам:
(i — а-в) противоположности, которые присущи или одновременно производятся одним субъектом;
(ii — г) противоположности, которые соединены через существование в разных состояниях в один стабильный процесс.
- Каждая пара противоположностей таким образом формирует как единство, так и множественность. Различные пары противоположностей формируют внутреннюю взаимосвязь «Сопряжения (др.-греч. συνάψιες): целое и нецелое, сходящееся расходящееся, созвучное несозвучное, из всего — одно, из одного — всё» (10 DK)

Συνάψιες — это букв. «вещи взятые вместе», взаимосвязи. Такие «вещи взятые вместе» должны быть в первую очередь противоположностями: то, что дано вместе с ночью, есть день (Гераклит выражает здесь то, что мы могли бы назвать «простыми качествами» и которые он смог потом классифицировать как противоположности; то есть это все те изменения, которые могут быть соотнесены как происходящие между противоположностями). Так «вещи взятые вместе» действительно описываются в одном смысле как «целые», то есть формирующие один континуум, в другом смысле — как «не целое», как единичные компоненты. Применяя эти альтернативные анализы к конгломерации «вещей взятых вместе» можно видеть, что «из всех вещей единство сформировано», а также, что из этого единства (ἐξ ἑνὸς) может выделиться внешний, дискретный, множественный аспект вещей («все», πάντα).

Существует некоторое соотношение между Богом и числом пар противоположностей 
«Бог: день-ночь, зима-лето, война-мир, избыток-нужда (то есть все противоположности — таков смысл); изменяется же словно, когда смешается с благовониями, именуется по запаху каждого [из них]» (67 DK)
В отличие от учения Ксенофана, у Гераклита Бог выглядит как имманентный вещам или как сумма пар противоположностей. Гераклит не ассоциировал Бога с необходимостью культа или служения. Бог сущностно не отличен от логоса и логос среди других вещей собирает вещи и делает их противоположностями, отношения между ними пропорциональны и сбалансированы. Бог — общий соединяющий элемент для всех противоположных концов любых оппозиций. Тотальная множественность вещей таким образом формирует единый, связанный, определённый комплекс — единство.
- Единство вещей очевидно, оно лежит прямо на поверхности и зависит от сбалансированных взаимодействий между противоположностями (фр. 54, 123, 51 DK).

При этом неявный тип связи между противоположностями более силён, чем очевидный тип связи: 
«Скрытая гармония лучше явной» (ἁρμονίη ἀφανὴς φανερῆς κρείττων) (54 DK)
- Души состоят из огня; они из него возникают и в него возвращаются; влага, полностью абсорбируемая душой, ведёт её к смерти. Огонь души соотносим с огнём мира.
- Бодрствующие, спящие и мертвые соотносимы по степени огненности в душе. Во сне души частично отделены от мирового огня и таким образом снижена их активность.
- Добродетельные души не становятся водой после смерти тела, напротив живут, соединяясь с космическим огнём.
- Поклонение традиционной религии — глупость, хотя случайно может указывать на истину (фр. 5, 14, 15, 93 DK).
- Этические и политические рекомендации, предполагающие, что самопостижение и умеренность следует признать в качестве главных идеалов.

## Критика Гераклитом милетской философии и учение об огне
Учение об огне Гераклита можно понимать как ответ ранним ионийским (милетским) философам. Философы Милета (город недалеко от Эфеса), Фалес, Анаксимандр, Анаксимен полагали, что существует некоторое исходное первовещество или первоэлемент, которое становится любыми другими вещами. Мир, каким мы его знаем, является упорядоченным соединением различных элементов или веществ, производимых первоэлементом, первоматерией. Для милетцев объяснить мир и его феномены означало просто показать, как всё происходит, возникает или трансформируется из исходного вещества, как это происходит в случае с водой Фалеса или воздухом Анаксимена.
Гераклит, как кажется, следует этому образцу объяснения мира, когда рассматривает мир как «вечно живой огонь» (B 30 DK) и утверждает, что «Молния управляет всеми вещами», намекая на управляющую силу огня (B 64 DK). Но выбор огня в качестве исходного первовещества крайне странен: первовещество должно быть стабильным и устойчивым, сохраняя свои сущностные качества, тогда как огонь непостоянен и предельно изменчив, являясь символом изменений и процесса. Гераклит отмечает:
 «Под залог огня все вещи, и огонь [под залог] всех вещей, словно как [под залог] золота — имущество и [под залог] имущества — золото» (B 90 DK) 
Мы можем измерить все вещи по отношению к огню как стандарту; имеется эквивалентность между золотом и всеми вещами, но вещи не тождественны золоту. Точно также огонь обеспечивает стандарт ценности для других элементов, но не тождественен им. Огонь играет существенную роль в учении Гераклита, но он не исключительный и уникальный источник для других вещей, поскольку все вещи или элементы эквивалентны. Огонь важен скорее как символ, чем как первоэлемент. Огонь постоянно изменяется, впрочем как и остальные элементы. Одно вещество трансформируется в другое в некотором цикле изменений. То, что несёт в себе постоянство — не какой-либо первоэлемент, но сам всеобщий процесс изменений. Существует некий постоянный закон трансформаций, который можно соотнести с Логосом. Гераклит мог бы сказать, что милетцы корректно считали, что один элемент обращается в другой через серию трансформаций, но они некорректно выводили из этого существование некоторого первоэлемента как единственного источника для всего существующего.
Если А есть источник В, а В источник С, а С обращается в В, а затем в А, тогда В аналогичен источнику А и С, а С является источником для А и В. Не существует никаких особых причин для продвижения одного элемента или вещества в качестве возмещения расхода другого вещества. Любое вещество может обращаться в любое другое. Единственное постоянное в этом процессе — это закон изменения, посредством которого устанавливается порядок и последовательность изменений. Если это действительно то, что Гераклит держал в уме, разрабатывая свою философскую систему, то он далеко выходит за рамки обычной физической теории своих предшественников, и скорее строит систему с более тонким пониманием метафизики.

## Учение об огне и логосе

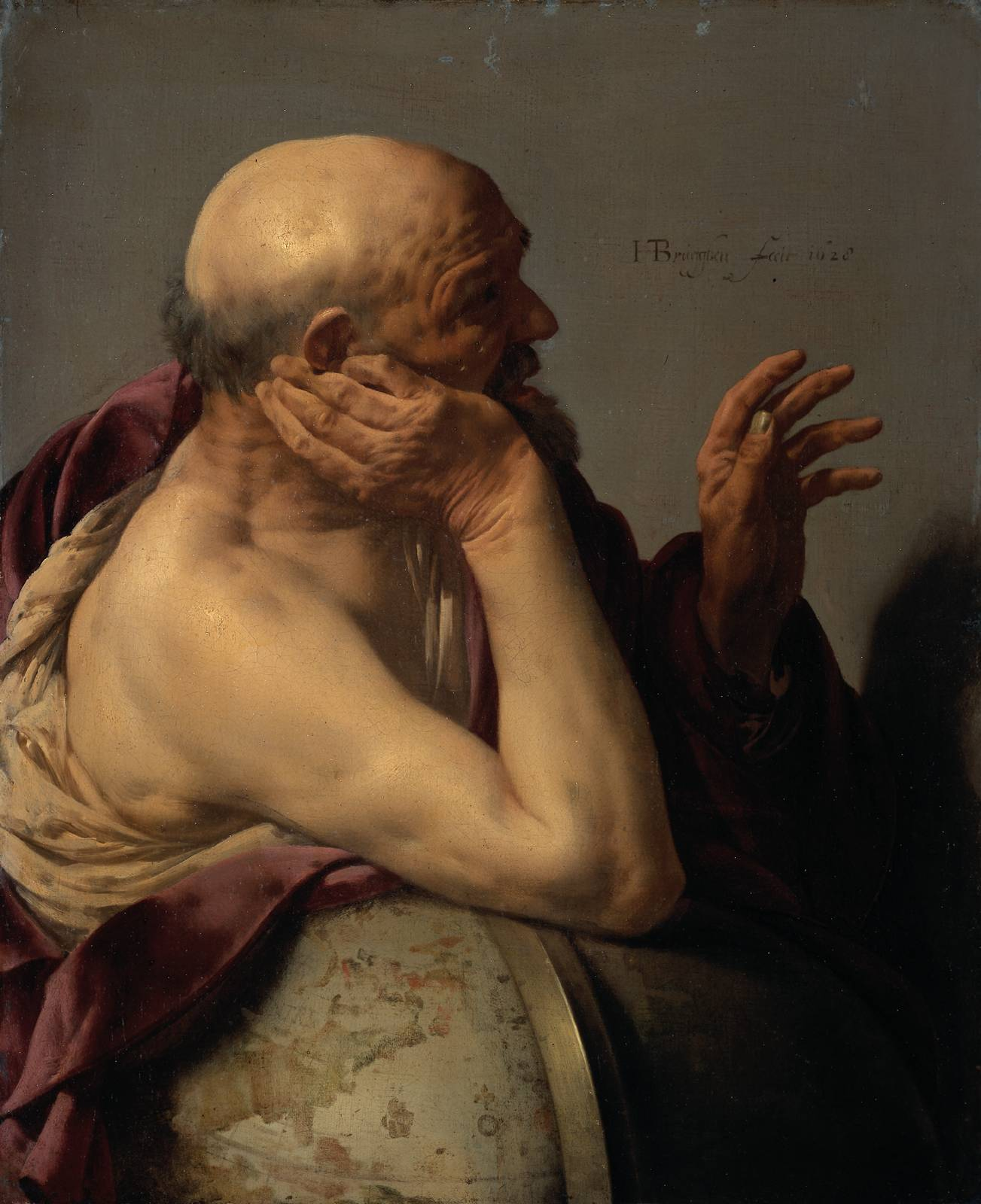
Гераклит Эфесский
Хендрик Тербрюгген, 1628

Согласно его учению, все произошло из огня и пребывает в состоянии постоянного изменения. Огонь — наиболее динамичная, изменчивая из всех стихий. Поэтому для Гераклита огонь стал первоначалом мира, в то время как вода — лишь одно из его состояний. Огонь сгущается в воздух, воздух превращается в воду, вода — в землю («путь вниз», который сменяется «путём вверх»). Сама Земля, на которой мы живём, была некогда раскалённой частью всеобщего огня, но затем — остыла.

Философы — сотрапезники богов. Логос — и ум, и Слово — имеет функцию управления (вещами, процессами, космосом). Через Сократа и стоиков эта мысль Гераклита перешла, видимо, в таргумы, а оттуда — в христианское учение о Логосе — втором лице Пресвятой Троицы.
Sextus. adv. math. VII 132; Hippolyt. Refiitatio IX 9.1 του δε λόγου .. οκωςεχει «Но хотя этот логос существует вечно, люди оказываются непонимающими его и прежде, чем вслушаться в него, и вслушавшись однажды. Ибо хотя все /люди/ сталкиваются лицу к лицу с этим логосом, они выглядят незнакомыми с ним даже когда пытаются понять такие слова и дела, о каких толкую я, расчленяя их согласно природе и ясно выражая, каковы они. Что же касается остальных людей, то они не осознают того, что делают наяву, подобно тому, как они пребывают в забытьи о том, что делают во сне.» 

## Идея всеобщей изменчивости и движения
Гераклит считал, что всё непрерывно меняется. Положение о всеобщей изменчивости связывалось Гераклитом с идеей внутренней раздвоенности вещей и процессов на противоположные стороны, с их взаимодействием. Гераклит считал, что все в жизни возникает из противоположностей и познается через них: «Болезнь делает приятным и благим здоровье, голод — сытость, усталость — отдых». Логос в целом есть единство противоположностей, системообразующая связь. «Внемля не мне, но логосу, мудро признать, что все едино».

## Изречения
- Что можно видеть, слышать, узнать, то я предпочитаю. (55 DK[17])
- Природа любит прятаться. (123 DK)
- Тайная гармония лучше явной. (54 DK)
- Я искал самого себя. (101 DK)
- Глаза и уши — дурные свидетели для людей, если души у них варварские. (107 DK)
- Должно знать, что война общепринята, что вражда есть закон (δίκη), и что все возникает через вражду и взаимообразно. (80 DK)
- Война — отец всех, царь всех: одних она объявляет богами, других — людьми, одних творит рабами, других — свободными. (53 DK)
- На входящих в те же самые реки притекают в один раз одни, в другой раз другие воды (12 DK)
- Век — дитя играющее, кости бросающее, дитя на престоле. (52 DK)
- Личность (ἦθος) — божество человека. (119 DK)
- Народ должен сражаться за попираемый закон, как за стену (города). (44 DK)
- Рождённые жить, они обречены на смерть, (а точнее, на упокоение), да ещё оставляют детей, чтобы родилась [новая] смерть (20 DK)
- Многознание уму не научает. (40 DK, нередко ошибочно приписывается Ломоносову)

(Приводятся по изданию: Фрагменты ранних греческих философов, М.: Наука, 1989)
- Этот космос, тот же самый для всех, не создал никто ни из богов, ни из людей, но он всегда был, есть и будет вечно живым огнём, мерами разгорающимся и мерами погасающим.[18]
- Для бодрствующих существует один общий мир (др.-греч. κοινὸς κόσμος), а из спящих каждый отворачивается в свой собственный (др.-греч. ἴδιος κόσμος)[19].
- Путь вверх-вниз один и тот же.
- Ослы, если бы могли, солому предпочли бы золоту.
- Сухая душа — мудрейшая и лучшая.
- Не к добру людям исполнение их желаний.
- И один мне — тьма, если он наилучший.

## Сочинение
У более поздних авторов (от Аристотеля и Плутарха до Климента Александрийского и Ипполита Римского) встречаются многочисленные (всего около 100) цитаты и перифразы из его труда. Опыты сбора и систематизации этих осколков предпринимались с начала XIX в., значимой вехой на пути изучения наследия Гераклита стали работы Ф. Шлейермахера. Но вершиной этих исследований стал классический труд Германа Дильса (Die Fragmente der Vorsokratiker, первое издание — в 1903 г.). В течение XX в. собрание гераклитовских фрагментов неоднократно дополнялось, делались также попытки реконструировать их оригинальный порядок, воссоздать структуру и содержание исходного текста (Маркович, Муравьёв).
Диоген Лаэртский приводит несколько заглавий сочинения Гераклита: «Музы», «О природе», «Правило негрешимое уставу жить» и ещё ряд вариантов; скорее всего, все они не принадлежат автору. Он же пишет о том, что «поэма» Гераклита «разделяется на три рассуждения: обо всём, о государстве и о Божестве». По его словам, Гераклит поместил свою книгу «в святилище Артемиды, позаботившись (как говорят) написать её как можно темнее, чтобы доступ к ней имели лишь способные».
Диоген Лаэртский сохранил эпиграмму, характеризующую сочинение Гераклита:
Не торопись дочитать до конца Гераклита-эфесца —
Книга его — это путь, трудный для пешей стопы,
Мрак беспросветный и тьма. Но если тебя посвященный
Вводит на эту тропу — солнца светлее она. (D.L. IX, 16)
Тот же Диоген Лаэртский передаёт, что сочинение Гераклита якобы читал Сократ, а по прочтении заявил: «Что я понял — прекрасно; чего не понял, наверное, тоже. Только, право, для такой книги нужно быть делосским ныряльщиком».

## Иконография
- Плачущий Гераклит и смеющийся Демокрит

## Память
В 1935 году Международный астрономический союз присвоил имя Гераклита кратеру на видимой стороне Луны.

### Собрания фрагментов и переводы
- Церетели Г. Ф. Доксография (Приложение) // Таннери П. Первые шаги древнегреческой науки. СПб., 1902. / Гераклит: с. 59-69, 25-28.
- Гераклит Ефесский. Фрагменты / Пер. Владимира Нилендера. М.: Издательство «Мусагет», 1910. 147 с.
- 12. Гераклит // Досократики. Первые греческие мыслители в их творениях, в свидетельствах древности и в свете новейших исследований. Ч. I (Доэлеатовский период) / Историко-критический обзор и перевод фрагментов, доксографического и биографического материала Александра Маковельского. Казань: Издание книжного магазина М. А. Голубева, 1914. 211 с. С. 116—180.
- Фрагменты Гераклита / Пер. П. Блонского // «Гермес». 1916. Т. 18. № 3. с. 58-67.
- Античные философы (тексты) / Пер. М. А. Дынника. М., 1935. / Гераклит: с. 5-18.
- Фрагменты Гераклита // Материалисты Древней Греции. Собрание текстов Гераклита, Демокрита и Эпикура / Общая редакция и вступительная статья М. А. Дынника; Академия наук СССР. Институт философии. Москва: Государственное издательство политической литературы. 1955. 240 с. / Пер. М. А. Дынника. С. 39-52.
- Гераклит Эфесский. Фрагменты сочинения, известного позже под названиями «Музы» или «О природе». / Пер. С. Муравьёва. // Тит Лукреций Кар. О природе вещей. — М.: «Художественная литература», 1983. (Библиотека античной литературы). — С. 237—268. Перевод. С. 361—371. Комментарий.  Архивная копия от 16 ноября 2011 на Wayback Machine
- Гераклит // Фрагменты ранних греческих философов. Ч. 1. / Пер. А. В. Лебедева. — М.: Наука, 1989. — № 22. — С. 176—257.
- Гераклит Эфесский: все наследие: на языках оригинала и в русс. пер.: крат. изд. / подгот. С. Н. Муравьёв. — М.: ООО «Ад Маргинем Пресс», 2012. — 416 c. ISBN 978-5-91103-112-1
- Лебедев А. В. Логос Гераклита. Реконструкция мысли и слова (с новым критическим изданием фрагментов). — СПб.: Наука, 2014. — 533 с. — (Сер. «Слово о сущем»). ISBN 978-5-02-038399-9
- Marcovich M. Heraclitus: Greek text with a short commentary including fresh addenda, corrigenda and a select bibliography (1967—2000) / 2 ed. Sankt Austin: Academia-Verlag, 2001. (International Pre-Platonic Studies; Vol. 2). 677 p. ISBN 3-89665-171-4.
- Robinson, T.M. Heraclitus: Fragments: A Text and Translation with a Commentary. Toronto: University of Toronto Press, 1987. ISBN 0-8020-6913-4.

### Исследования
Библиография:
- Evangelos N. Roussos. Heraklit-Bibliographie. Wissenschaftliche Buchgesellschaft. — Darmstadt, 1971. ISBN 3-534-05585-3.
- Francesco De Martino, Livio Rossetti, Pierpaolo Rosati. Eraclito. Bibliografia 1970—1984 e complementi 1621—1969. — Neapel, 1986.

Монографии:
- Ахутин А. В. Античные начала философии. — СПб.: Наука, 2010.
- Дынник М. А. Диалектика Гераклита Эфесского. — М.: РАНИОН, 1929. — 205 с.
- Кессиди Ф. Х. Философские и эстетические взгляды Гераклита Эфесского. 2500 лет со дня рождения. — М.: Изд-во АХ, 1963. — 164 с.
  - 2-е изд. под названием: Гераклит. — М.: Мысль, 1982. — 199 с. (Мыслители прошлого)
  - 3-е изд., доп. — СПб.: Алетейя, 2004. (Античная библиотека. Исследования)
- Вольф М. Н. Эпистемология Гераклита Эфесского // Рационализм и иррационализм в античной философии: монография / В. П. Горан, М. Н. Вольф и др.; Рос. акад. наук, Сиб. отд-ние. Ин-т филос. и права. — Новосибирск: Изд-во СО РАН, 2010. — 386 с. — Глава II. — С. 67-119. ISBN 978-5-7692-1144-7.
- Вольф М. Н. Философский поиск: Гераклит и Парменид. СПб.: Издательство РХГА, 2012. 382 с. ISBN 978-5-88812-558-8
- Лебедев А. В. Логос Гераклита Реконструкция мысли и слова (с новым критическим изданием фрагментов). — СПб.: Наука, 2014. — 533 ISBN 978-5-02-038399-9

Статьи и диссертации:
- Князь Трубецкой С.Н. Гераклит Ефесский // Энциклопедический словарь Брокгауза и Ефрона : в 86 т. (82 т. и 4 доп.). — СПб., 1890—1907.
- Бакина В. И. Космологическое учение Гераклита Эфесского // Вестник Московского университета. — Сер.7. — Философия. — 1998. — № 4. — С. 42-55.
- Бакина В. И. Философское учение Гераклита Эфесского о Вселенной в контексте античной культуры. Автореф. дисс. … к. филос. н. — М., 1995.
- Гусева А. А. Некоторые термины Гераклита в переводе В. О. Нилендера. // Vox. Философский журнал. — № 9. — Декабрь, 2010.
- Кабисов Р. С. Логос Гераклита и наука логики // Философия и общество. Philosophy and society. — М., 1998. — № 3. — С.135-154.
- Камельчук Е. Н. Гераклит как рационалист: способ аргументации // Гуманитарные науки в Сибири. 2001. № 1. С. 34-38.
- Кессиди Ф. Х., Кондзёлка В. В. Гераклит и Древний Восток // Философские науки. — 1981. — № 5. — С. 94-100.
- Кессиди Ф. Х. Гераклит и диалектический материализм // Вопросы философии. — 2009. — № 3. — С.142-146.
- Лаптева М. Ю.  Гераклит // Лаптева М. Ю. У истоков древнегреческой цивилизации : Иония XI—VI вв. до н. э. — СПб.: ИЦ «Гуманитарная Академия», 2009. — С. 383-396.
- Лебедев А. В. ΨΗΓΜΑ ΣΥΜΦΥΣΩΜΕΝΟΝ. Новый фрагмент Гераклита (реконструкция металлургической метафорики в космогонических фрагментах Гераклита). // Вестник древней истории. — 1979. — № 2; 1980. — № 1.
- Лебедев А. В. ΨΥΧΗΣ ΠΕΙΡΑΤΑ (о денотате термина ψυχή в космологических фрагментах Гераклита 66-67 Mch) // Структура текста. — М., 1980. — С. 118—147.
- Лебедев А. В. Агональная модель космоса у Гераклита // Историко-философский ежегодник '87. — М., 1987. С. 29-46.
- Лебедев А. В. Гераклит // Новая философская энциклопедия : в 4 т. / пред. науч.-ред. совета В. С. Стёпин. — 2-е изд., испр. и доп. — М. : Мысль, 2010. — 2816 с.
- Мельников С. А. «Делосский ныряльщик» // ΣΥΜΠΟΣΙΟΝ: к 90-летию со дня рождения А. А. Тахо-Годи. — 2013. — М.: Водолей. — С. 34-41. — ISBN 978-5-91763-182-0.
- Муравьёв С. Н. Силлабо-тоничность ритмической прозы Гераклита Эфесского // Античность и современность. К 80-летию Федора Александровича Петровского. — М.: 1972. — С. 236—251.
- Муравьёв С. Н. Поэтика Гераклита: фонемный уровень // Балканы в контексте Средиземноморья: Тезисы и предварительные материалы к симпозиуму. — М.: 1986. — С. 58-65.
- Муравьёв С. Н. Скрытая гармония. Подготовительные материалы к описанию поэтики Гераклита на уровне фонем // Палеобалканистика и античность. — М.: Наука, 1989. — C.145-164. ISBN 5-02-010950-9.
- Муравьёв С. Н. Traditio Heraclitea (A): Свод древних источников о Гераклите // Вестник древней истории. — 1992. — № 1. — С.36-52.
- Мурзин Н. Н. Боги и философы: кухня Гераклита // Vox. Философский журнал. — № 9. — Декабрь, 2010.
- Позняк И. Б. Диалектика Гераклита. Автореф. дисс. … к. филос. н. — Л., 1955.
- Хольцман А. Сходство и различие между учениями о противоположностях у Гераклита и Николая Кузанского // Verbum. — СПб., 2007. — Вып. 9. Наследие Николая Кузанского и традиции европейского философствования. — С. 55-69.
- Грэхэм Д. У.[нем.]. Критика Гераклитом ионийской философии = Heraclitus’ criticism of Ionian philosophy // Oxford Studies in Ancient Philosophy / Ed. by C.C.W. Taylor. — Oxford : Clarendon Press, 1997. — Т. XV. — С. 1—50.